# 福德姆
福德姆（Fordham）是纽约市布朗克斯西部的一个街区。大致北到东196街、东到韦伯斯特大道、南到伯恩赛德大道、西到杰罗姆大道。主要干道是福德姆路。
该地区由纽约市警察局第46区巡逻。福德姆主要地铁线是IND匯集線，杰罗姆大道线位于其西部边界。

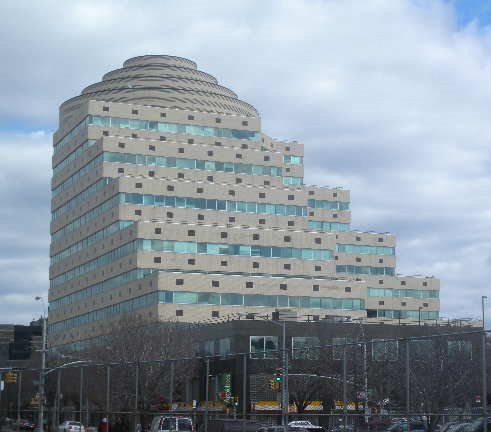

## 人口

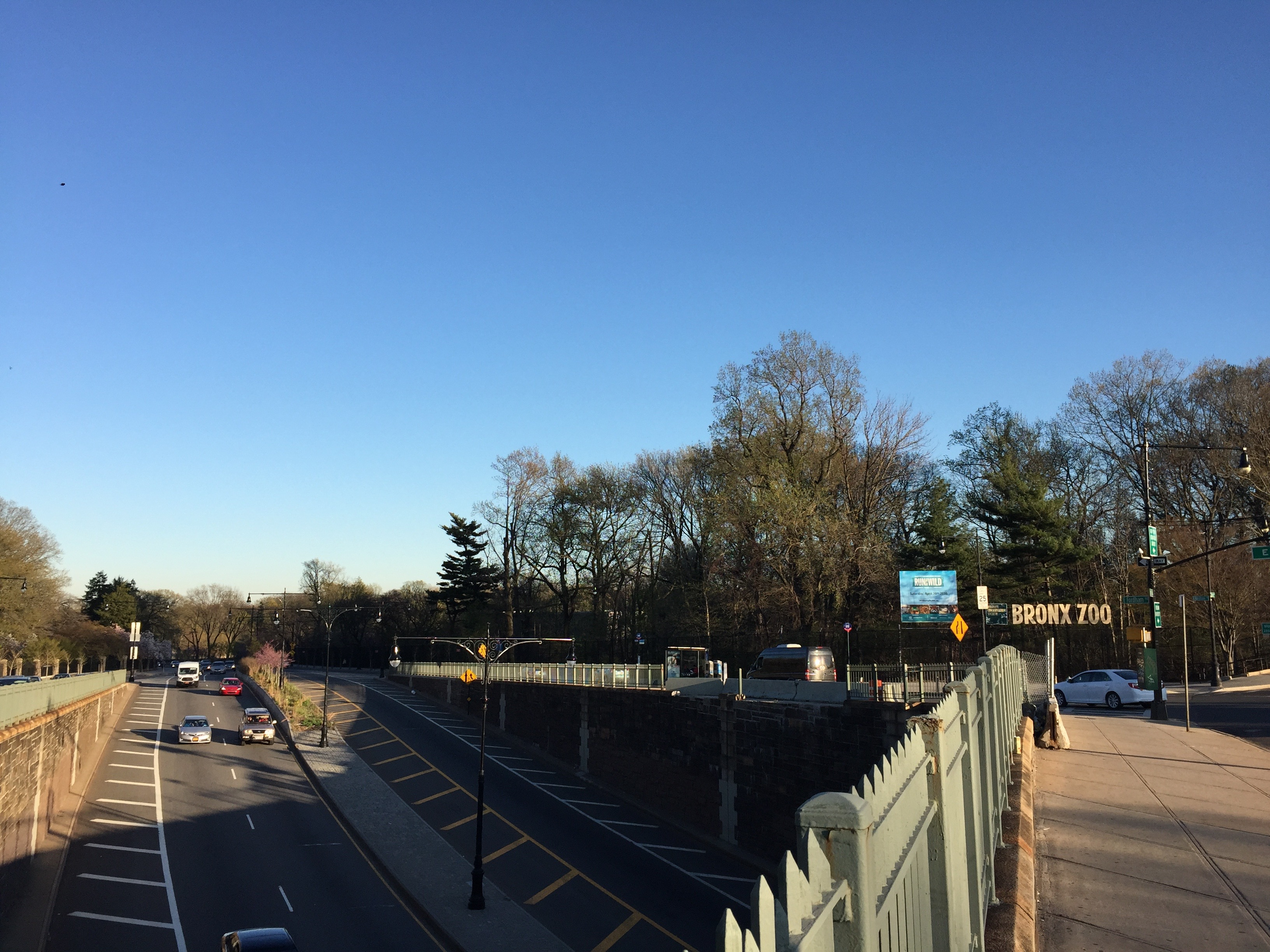

福德姆人口约43，394人。它的第一次增长是在20世纪20年代，当时曼哈顿的中产阶级和工人阶级家庭被便利的地铁通道所吸引，蜂拥而至，从这里搭乘地铁可以方便地前往曼哈顿工作和购物。但现在这里主要是拉美和非洲裔。还有不少意大利和阿尔巴尼亚老居民。
福德姆以福德姆路为界，分为两个部分：南侧的福德姆南区，和北侧的福德姆北区。2017年，家庭收入中位数分别为30，166美元和35，355美元。2018年，福德姆南区居民估计有34%生活在贫困之中，福德姆北区估计有26%的居民生活在贫困之中，而布朗克斯全区为25%，纽约全市为20%。福德姆南区八分之一的居民失业，福德姆北区七分之一的居民失业，而布朗克斯和纽约市分别为13%和9%。

## 土地使用
福德姆以5-6层的公寓楼为主。纽约植物园和野生动物保护协会的布朗克斯动物园，都在布朗克斯公园内，占据几十英亩的土地。
福德姆大学的校园位于该区中心的玫瑰山，是纽约市最大的"绿色"校园之一，其传统的哥特式建筑经常成为电视和电影制作的背景。

## 犯罪

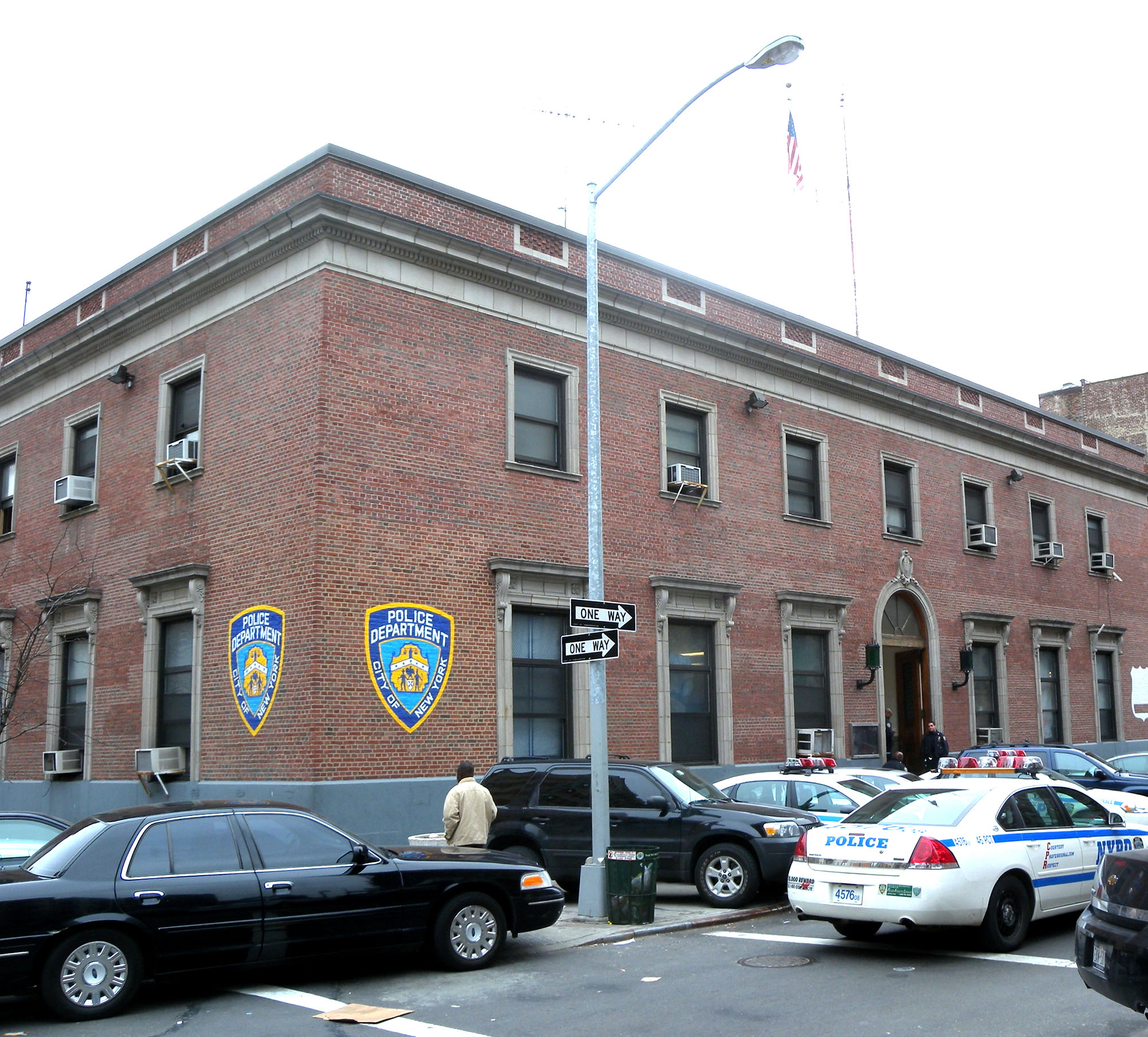
46警署

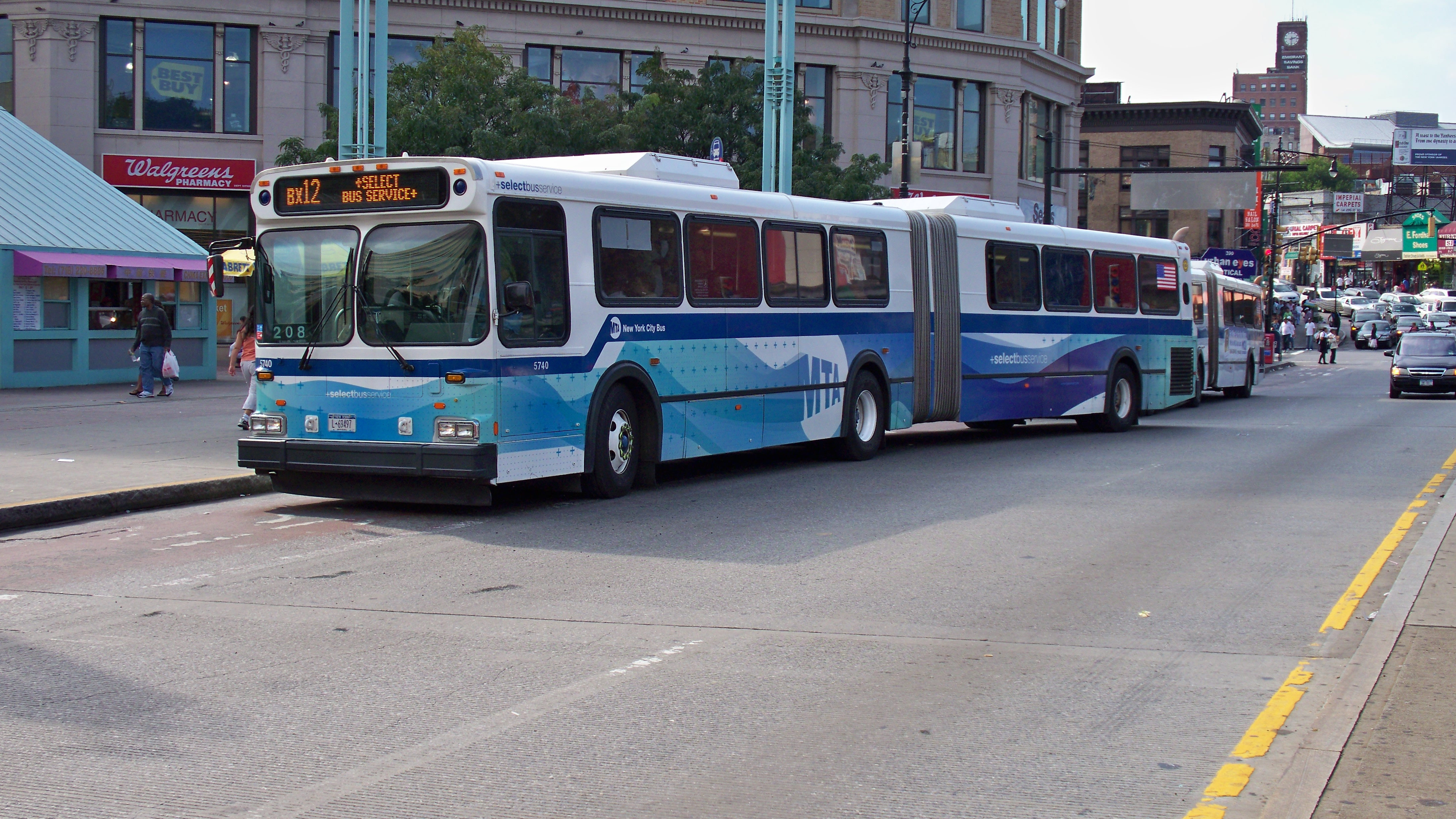

福德姆的人均暴力犯罪率高于整个城市。